# F-102 Delta Dagger

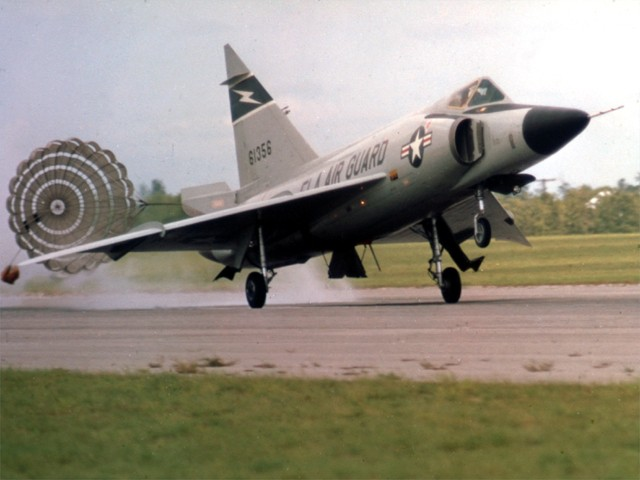
F-102 Delta Dagger

Convair F-102 Delta Dagger a fost un avion de interceptare care a format coloana vertebrală a apărării anti-aeriene americane la sfârșitul anilor 1960. A intrat în serviciu în 1956. Scopul principal al acestui avion a fost interceptarea bombardierelor sovietice.